# Eccrita ludicra
Eccrita ludicra là một loài bướm đêm trong họ Erebidae.